# Kämpfendorf
Kämpfendorf (auch Kempfendorf, früher Margarithendorf) ist ein Ort in Leopoldsdorf im Marchfeld in Niederösterreich.

## Geographie
Kämpfendorf befindet sich nordöstlich von Leopoldsdorf und erstreckt sich vom Gutshof bis zur Zuckerfabrik Leopoldsdorf. Durch den Ort führt die Straße Kempfendorf, von der an beiden Seiten Siedlungsstraßen abgehen.

## Geschichte

Kämpfendorf um 1873 (Aufnahmeblatt der Landesaufnahme)

Der kleine Ort wurde von Freiherr Bernhard Dismas Kempfen von Angret 1762 als eine zum Gutshof gehörige Arbeitersiedlung nördlich von Schloss Leopoldsdorf angelegt und nach seiner Ehefrau Anna Margaretha (gestorben 1787) ursprünglich Margarithendorf genannt. Die Anlage erfolgte nördlich des Rußbaches, der damals seitlich am Gutshof vorbei und weiter durch den Schlosspark verlief. Während der napoleonischen Kriege konnten die französischen Militärgeografen diesen Ort aber nicht in ihren Karten finden und bezeichneten ihn daher als Kämpfendorf, aus dem sich auch der heute zeitweise verwendete Name Kempfendorf bildete. Für die Kinder seiner Arbeiter errichtete Kempfen eine Schule, die heute noch besteht.

## Sehenswürdigkeiten
- Im südlichen Teil des Ortes steht eine Wegkapelle mit einer Statue Johannes Nepomuks aus dem Ende des 18. Jahrhunderts.